# Dzintra Klētniece
Dzintra Klētniece (geb.: Griķe; * 17. Februar 1946 in Jumprava, Sowjetunion; † 14. Dezember 2016) war eine sowjetische bzw. lettische Schauspielerin und Theaterregisseurin.

## Biografie
Klētniece wurde als Dzintra Griķe nahe Riga als Tochter einer Näherin und eines Holzfällers geboren. Sie besuchte bis 1964 die Schule und anschließend bis 1970 die Theaterfakultät. Danach trat die dunkelhaarige Mimin fünf Jahre am Dramatheater in Valmiera und daraufhin bis 1991 am Theater von Liepāja auf. Zu ihren wichtigsten dortigen Rollen gehörte Königin Gertrude in Hamlet, Martha in Wer hat Angst vor Virginia Woolf? und Irina Arkadina in Die Möwe. Von 1992 bis 1994 war Klētniece als Darstellerin und Regisseurin in Daugavpils tätig. Diese Funktionen übte sie gleichfalls von 1995 bis 1997 am Theater Kabata in Riga aus. Das von ihr inszenierte Monodrama Mazā Boije wurde 1998 und 1999 auch international mit Erfolg gezeigt. Seit 1996 veranstaltete sie außerdem die Konzertreihe Ābols no ābeles und seit 2003 das Zvaigzne, ein Festival für Monostücke. Klētniece war auch vereinzelt als Filmschauspielerin aktiv.
Seit 1974 engagierte sie sich in der Gewerkschaft der Theaterdarsteller.
Klētniece war mit ihrem Kollegen Nauri Klēnieks (1938–2010) verheiratet, die gemeinsame Tochter Kristīne (* 1979) ist ebenfalls Schauspielerin. Sie hatte außerdem drei Enkelkinder.
Klētniece starb 70-jährig, am 20. Dezember 2016 fand im großen Saal des Rigaer Krematoriums eine Trauerfeier statt.

## Filmografie
- 1982: Der Sündenbock (Inspektor GAI)
- 1982: Mana ģimene
- 1986: Das Märchen vom Däumling (Sprīdītis)
- 1986: Kā mēs aizgājām no mājām
- 1990: Maija un Paija